# Arrondissement de Blaye
L'arrondissement de Blaye est une division administrative française, située dans le département de la Gironde, en région Nouvelle-Aquitaine.

## Composition

### Composition avant 2006

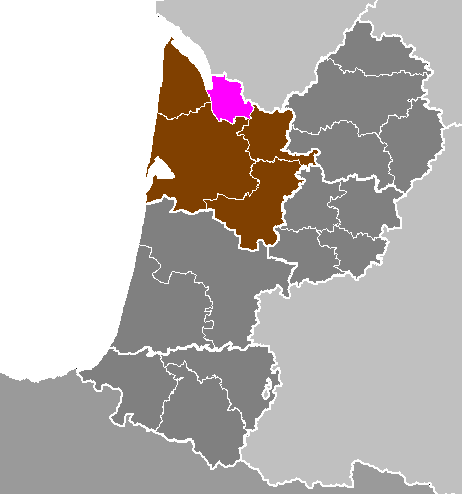
Localisation en Aquitaine de l'arrondissement de Blaye avant le 1er mai 2006.

L'arrondissement de Blaye comptait, avant le 1er mai 2006, quatre cantons :
- canton de Blaye ;
- canton de Bourg ;
- canton de Saint-Ciers-sur-Gironde ;
- canton de Saint-Savin.

### Composition de 2006 à 2015
Depuis cette date, l'arrondissement est composé de cinq cantons représentant 62 communes :
- canton de Blaye ;
- canton de Bourg ;
- canton de Saint-André-de-Cubzac[1] ;
- canton de Saint-Ciers-sur-Gironde ;
- canton de Saint-Savin.

### Découpage communal depuis 2015
Depuis 2015, le nombre de communes des arrondissements varie chaque année soit du fait du redécoupage cantonal de 2014 qui a conduit à l'ajustement de périmètres de certains arrondissements, soit à la suite de la création de communes nouvelles. Le nombre de communes de l'arrondissement de Blaye est ainsi de 65 en 2015, 63 de 2016 à 2019.
Au 1er janvier 2024, l'arrondissement groupe les 62 communes suivantes :
1. Anglade
2. Bayon-sur-Gironde
3. Berson
4. Blaye
5. Bourg
6. Braud-et-Saint-Louis
7. Campugnan
8. Cars
9. Cartelègue
10. Cavignac
11. Cézac
12. Civrac-de-Blaye
13. Comps
14. Cubnezais
15. Cubzac-les-Ponts
16. Donnezac
17. Étauliers
18. Eyrans
19. Fours
20. Gauriac
21. Gauriaguet
22. Générac
23. Lansac
24. Laruscade
25. Marcenais
26. Marsas
27. Mazion
28. Mombrier
29. Peujard
30. Plassac
31. Pleine-Selve
32. Prignac-et-Marcamps
33. Pugnac
34. Reignac
35. Saint-André-de-Cubzac
36. Saint-Androny
37. Saint-Aubin-de-Blaye
38. Saint-Christoly-de-Blaye
39. Saint-Ciers-de-Canesse
40. Saint-Ciers-sur-Gironde
41. Saint-Genès-de-Blaye
42. Saint-Gervais
43. Saint-Girons-d'Aiguevives
44. Saint-Laurent-d'Arce
45. Saint-Mariens
46. Saint-Martin-Lacaussade
47. Saint-Palais
48. Saint-Paul
49. Saint-Savin
50. Saint-Seurin-de-Bourg
51. Saint-Seurin-de-Cursac
52. Saint-Trojan
53. Saint-Vivien-de-Blaye
54. Saint-Yzan-de-Soudiac
55. Samonac
56. Saugon
57. Tauriac
58. Teuillac
59. Val-de-Livenne
60. Val de Virvée
61. Villeneuve
62. Virsac

## Démographie
En 2022, l'arrondissement comptait 95 753 habitants.
| 1954   | 1962   | 1968   | 1975   | 1982   | 1990   | 1999   | 2006   | 2011   |
| ------ | ------ | ------ | ------ | ------ | ------ | ------ | ------ | ------ |
| 55 836 | 56 193 | 55 733 | 55 568 | 65 069 | 67 811 | 71 045 | 77 274 | 84 652 |

| 2016   | 2021   | 2022   | - | - | - | - | - | - |
| ------ | ------ | ------ | - | - | - | - | - | - |
| 90 090 | 94 930 | 95 753 | - | - | - | - | - | - |

### Remarque
Les données antérieures à 2007 correspondent à l'arrondissement de Blaye dans sa composition en cantons depuis le 1er mai 2006.

## Administration
La sous-préfète de Blaye actuelle est Céline Maquet nommée en juillet 2022.
Elle succède à Charlène Duquesnay, nommée en août 2020.
Nadine Delattre, fut la première femme sous-préfète de l'arrondissement. 
Georges Eugène Haussmann, appelé le baron Haussmann, fut le sous préfet de l'arrondissement de Blaye entre 1841 et 1848, avant d'entamer les transformations de Paris sous le Second Empire.
La liste des sous-préfets de l'arrondissement de Blaye :
1. Marie-Honoré-Landoald Aubert (1801-1808)
2. François Compans (1808-1814)
3. Jean-Pierre-Henri-Amédée, alias Victorin Marbotin de Conteneuil (1814-1815)
4. François Compas (1815)
5. N. Vatout (1815)
6. Victorin Marbotin de Conteneuil (1815-1830)
7. Constant de Moras (1830-1831)
8. A. Randouin (1831-1833)
9. Marchand-Dubreuil (1833)
10. M. de Normandie (1833-1835)
11. Gabriel-Jean-Joseph Bellocq (1835-1836)
12. Laumond (1836-1841)
13. Georges Eugène Haussmann (1841)
14. Xavier Marcottes de Quivières (1841)
15. Georges Eugène Haussmann (1841-1848)
16. Louis Gornet (1848)
17. Charles-Alexandre Read (1848-1849)
18. Mauret de Pourville (1849-1850)
19. BREISTOFF (1850-1854)
20. Édouard Brown (1855-1865)
21. Jules Brun (1870-1871)
22. Brémond (1871)
23. Boyer de Cadush (1871)
24. M. de Puymerol (1871-1872)
25. Victor-Dominique du Bled (1872-1876)
26. E. Stouls (1876-1877)
27. Nezir-Édouard Guiot, baron de Repaire (1877)
28. Paul-Émile Poullet (1877-1879)
29. Gabriel-Alfred Bedarrides (1879-1880)
30. Pierre-Marie-Guillaume Hutteau d'Origny (1880)
31. Victor Jacquemont (1880-1882)
32. Guillaume-Raymond Vaussanges (1882-1891)
33. Ernest Dufay (1891-1893)
34. Emile-Romain Ténot (1893-1895)
35. Ernest-Henri Merlin (1895-1897)
36. Albert-Alexandre-François Bluzet (1897-1899)
37. Marie-Auguste-Hyppolite Galtier (1899-1901)
38. Albert-Charles-Louis Mony (1901-1905)
39. N. Brachet (1905-1910)
40. Félix-Albert Gellion (1910-1914)
41. A. Lacarrière (1914-1915)
42. Henri Guilleminot (1915-1916)
43. Charles-Gatien Gellié (1916-1918)
44. Camille Giraud (1918-1921)
45. Yves-Charles-Hubert Bizardel (1921-1924)
46. Roger Léonard
47. René Serre (1924-1927)
48. Émile Perrin (1927-1930)
49. Jacques-Lucien Guillemaut (1930-1937)
50. Pierre Lortholary (1937)
51. Étienne-Maxime-Édouard Gervais (1937-1940)
52. M. Fort  (1940-1942)
53. M. Mullins (1942-1943)
54. Marcel-André Turon (1943-1944)
55. M. Lanoix (1944)
56. Pierre Garat (1944-1945)
57. Pierre Chaubard (1945-1949)
58. Jean Huc (1949-1956)
59. Marcel Quanquin (1956-1958)
60. Jacques Guérin (1958-1962)
61. Fernand Chemorin (1962-1969)
62. Max Vidot (1969-1972)
63. Gérard Desos (1972-1975)
64. René Stambouli (1975-1982)
65. René Abad (1982-1984)
66. Michel Moisan (1984-1986)
67. Yves Lucchesi (1986-1988)
68. Pierre Serniclay (1989-1991)
69. Pierre-Henri Vray (1992-1994)
70. Jean-Pierre Fort (1994-1997)
71. Fabrice Rives (1997-1998)
72. Jean-Philippe Trioulaire (1998-2000)
73. Jean-Michel QUIARD (2000-2002)
74. Jean DEMATTEIS (2002-2004)
75. Michel CRÉCHET (2004-2008)
76. Christophe LOTIGIÉ (2009-2011)
77. Jérôme BURCKEL (2011-2014)
78. Marc MAKHLOUF (2015-2017)
79. Frédéric DOUÉ (2017-2018)
80. Nadine DELATTRE (2018-2020)
81. Charlène DUQUESNAY (2020-2022)
82. Céline MAQUET (2022-